# Micratheta caudex
Micratheta caudex är en skalbaggsart som först beskrevs av Thomas Casey 1910.  Micratheta caudex ingår i släktet Micratheta och familjen kortvingar. Inga underarter finns listade i Catalogue of Life.